# Акротерій

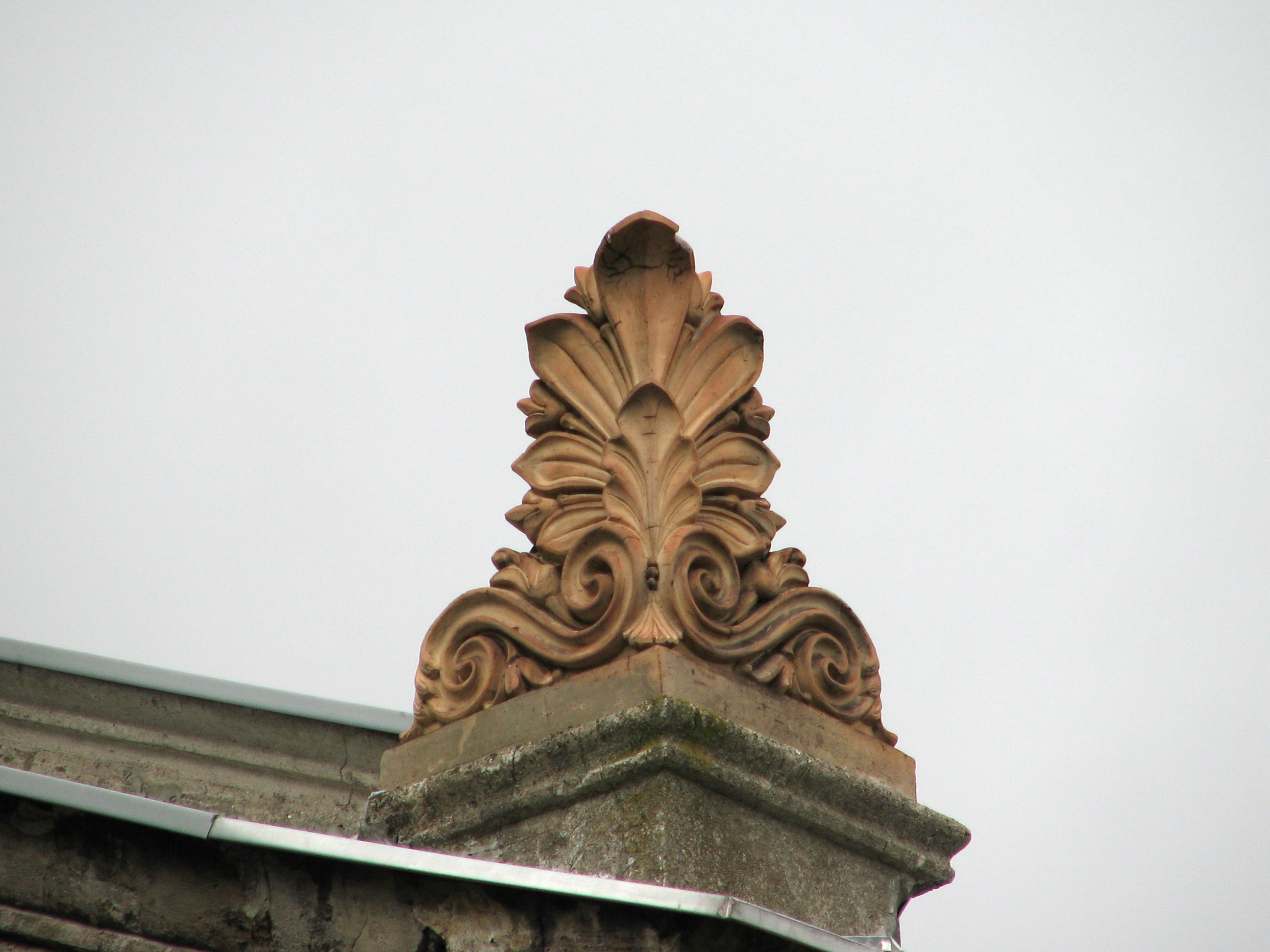

Акроте́рій (грец. ακρωτηριον — вершина) — наріжна скульптурна прикраса фронтону у вигляді статуї чи пальмети (орнаментальна рослинна фігура); виробляється з мармуру або теракоти. Акротерії застосовувалися в античній архітектурі, здебільшого в храмах, як складовий елемент архітектурних ордерів. Синонім — наріжник[джерело?].